# Saint-Clair-sur-les-Monts
Pour les articles homonymes, voir Saint-Clair.
Saint-Clair-sur-les-Monts est une commune française située dans le département de la Seine-Maritime en région Normandie.

## Géographie

### Localisation
La commune se trouve dans l'aire d'attraction de Rouen, dans l'unité urbaine d'Yvetot ainsi que dans son bassin de vie, et dans la zone d'emploi d'Yvetot-Vallée du Commerce. Elle est située dans le pays de Caux.

### Communes limitrophes
Les communes limitrophes sont  Croix-Mare, Touffreville-la-Corbeline, Yvetot et Écalles-Alix.
| Yvetot                    |                           | Écalles-Alix         |
|                           | Saint-Clair-sur-les-Monts | Croix-Mare           |
| Touffreville-la-Corbeline |                           | Saint-Martin-de-l'If |

### Géologie et relief
La superficie de la commune est de 4,07 km2 ; son altitude varie de 57  à   142 mètres. 

### Hydrographie

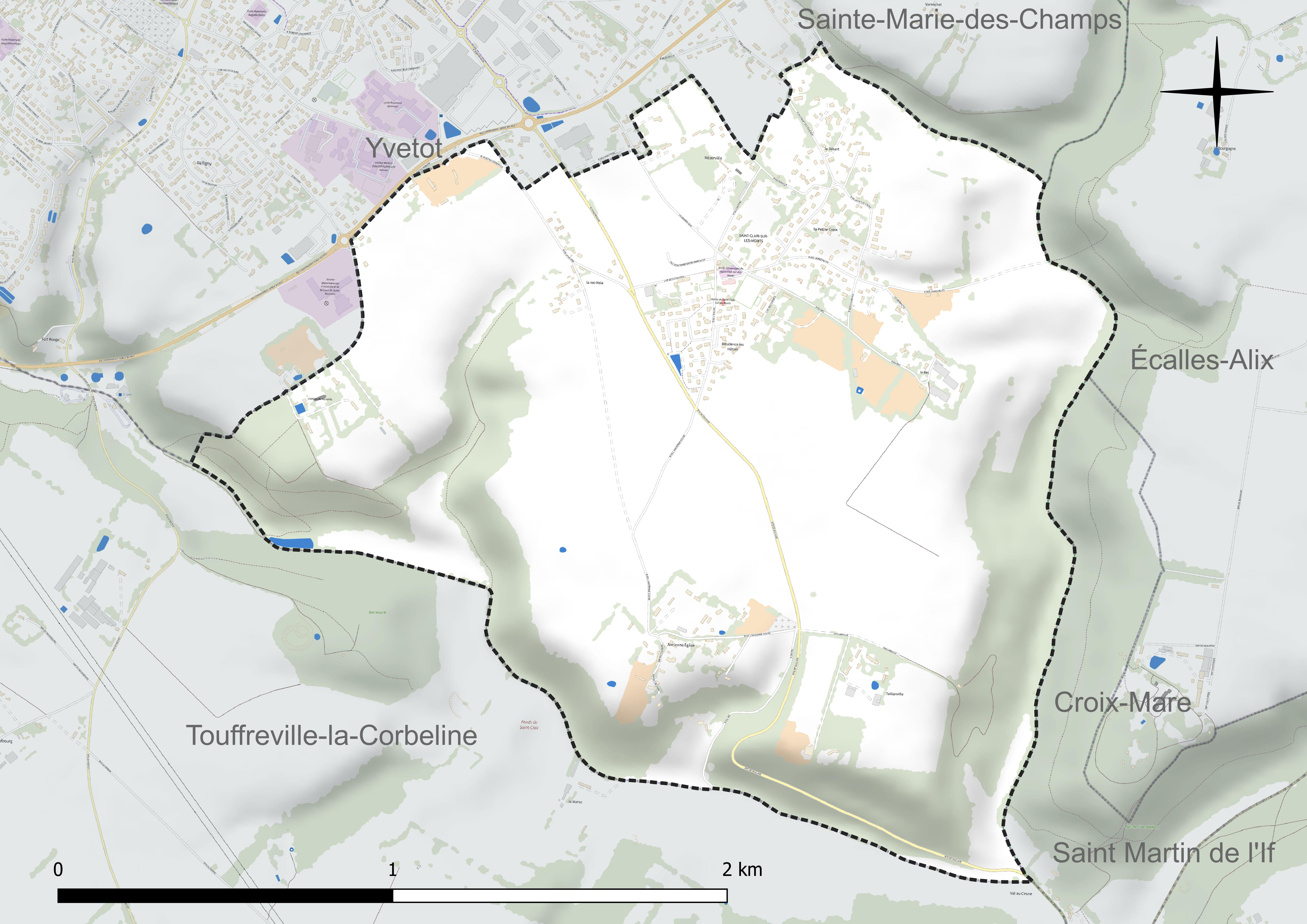
Réseau hydrographique de Saint-Clair-sur-les-Monts.

La commune est située dans le bassin Seine-Normandie. 
Elle n'est drainée par aucun cours d'eau,.

### Climat
Pour des articles plus généraux, voir Climat de la Normandie et Climat de la Seine-Maritime.
En 2010, le climat de la commune est de type climat océanique altéré, selon une étude du CNRS s'appuyant sur une série de données couvrant la période 1971-2000. En 2020, Météo-France publie une typologie des climats de la France métropolitaine dans laquelle la commune est exposée à un climat océanique et est dans la région climatique Côtes de la Manche orientale, caractérisée par un faible ensoleillement (1 550 h/an) ; forte humidité de l’air (plus de 20 h/jour avec humidité relative > 80 % en hiver), vents forts fréquents. Parallèlement le GIEC normand, un groupe régional d’experts sur le climat, différencie quant à lui, dans une étude de 2020, trois grands types de climats pour la région Normandie, nuancés à une échelle plus fine par les facteurs géographiques locaux. La commune est, selon ce zonage, exposée à un « climat maritime », correspondant au Pays de Caux, frais, humide et pluvieux, légèrement plus frais que dans le Cotentin.
Pour la période 1971-2000, la température annuelle moyenne est de 10,4 °C, avec une amplitude thermique annuelle de 14 °C. Le cumul annuel moyen de précipitations est de 925 mm, avec 13,7 jours de précipitations en janvier et 8,9 jours en juillet. Pour la période 1991-2020, la température moyenne annuelle observée sur la station météorologique la plus proche, située sur la commune d'Ectot-lès-Baons à 4 km à vol d'oiseau, est de 10,8 °C et le cumul annuel moyen de précipitations est de 905,5 mm,. Pour l'avenir, les paramètres climatiques de la commune estimés pour 2050 selon différents scénarios d’émission de gaz à effet de serre sont consultables sur un site dédié publié par Météo-France en novembre 2022.

## Urbanisme

### Typologie
Au 1er janvier 2024, Saint-Clair-sur-les-Monts est catégorisée ceinture urbaine, selon la nouvelle grille communale de densité à sept niveaux définie par l'Insee en 2022.
Elle appartient à l'unité urbaine d'Yvetot, une agglomération intra-départementale regroupant quatre  communes, dont elle est une commune de la banlieue,,. 
Par ailleurs la commune fait partie de l'aire d'attraction de Rouen, dont elle est une commune de la couronne,. Cette aire, qui regroupe 317 communes, est catégorisée dans les aires de 200 000 à moins de 700 000 habitants,.

### Occupation des sols

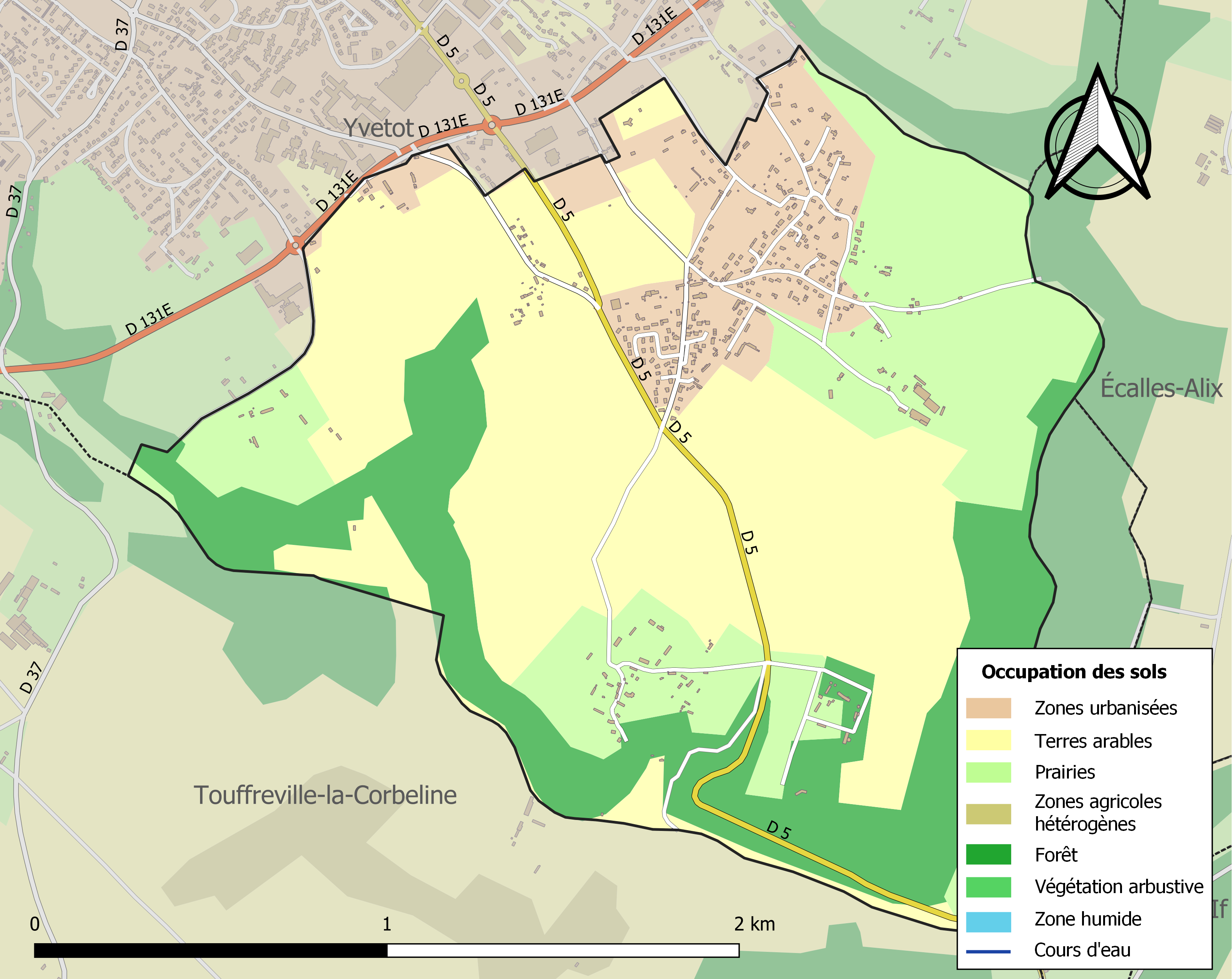
Carte des infrastructures et de l'occupation des sols de la commune en 2018 (CLC).

L'occupation des sols de la commune, telle qu'elle ressort de la base de données européenne d’occupation biophysique des sols Corine Land Cover (CLC), est marquée par l'importance des territoires agricoles (65,3 % en 2018), en diminution par rapport à 1990 (75,7 %). 
La répartition détaillée en 2018 est la suivante :  terres arables (42,1 %), prairies (23,2 %), forêts (22,8 %), zones urbanisées (11,9 %). 
L'évolution de l’occupation des sols de la commune et de ses infrastructures peut être observée sur les différentes représentations cartographiques du territoire : la carte de Cassini (XVIIIe siècle), la carte d'état-major (1820-1866) et les cartes ou photos aériennes de l'IGN pour la période actuelle (1950 à aujourd'hui).

## Hameaux et lieux-dits
- Le hameau de l'ancienne église
- La Mi-voie.
- Mezerville.

### Habitat et logement
En 2021, le nombre total de logements dans la commune était de 264, alors qu'il était de 253 en 2016 et de 234 en 2011. 
Parmi ces logements, 94,3 % étaient des résidences principales, 1,1 % des résidences secondaires et 4,6 % des logements vacants. Ces logements étaient pour 95,4 % d'entre eux des maisons individuelles et pour 4,3 % des appartements. 
Le tableau ci-dessous présente la typologie des logements à Saint-Clair-sur-les-Monts en 2021 en comparaison avec celle de la Seine-Maritime et de la France entière. Une caractéristique marquante du parc de logements est ainsi la faible proportion des résidences secondaires et logements occasionnels (1,1 %) par rapport au département (4,1 %) et à la France entière (9,7 %). 
| Typologie                                               | Saint-Clair-sur-les-Monts | Seine-Maritime | France entière |
| ------------------------------------------------------- | ------------------------- | -------------- | -------------- |
| Résidences principales (en %)                           | 94,3                      | 88             | 82,2           |
| Résidences secondaires et logements occasionnels (en %) | 1,1                       | 4,1            | 9,7            |
| Logements vacants (en %)                                | 4,6                       | 7,9            | 8,1            |

## Toponymie

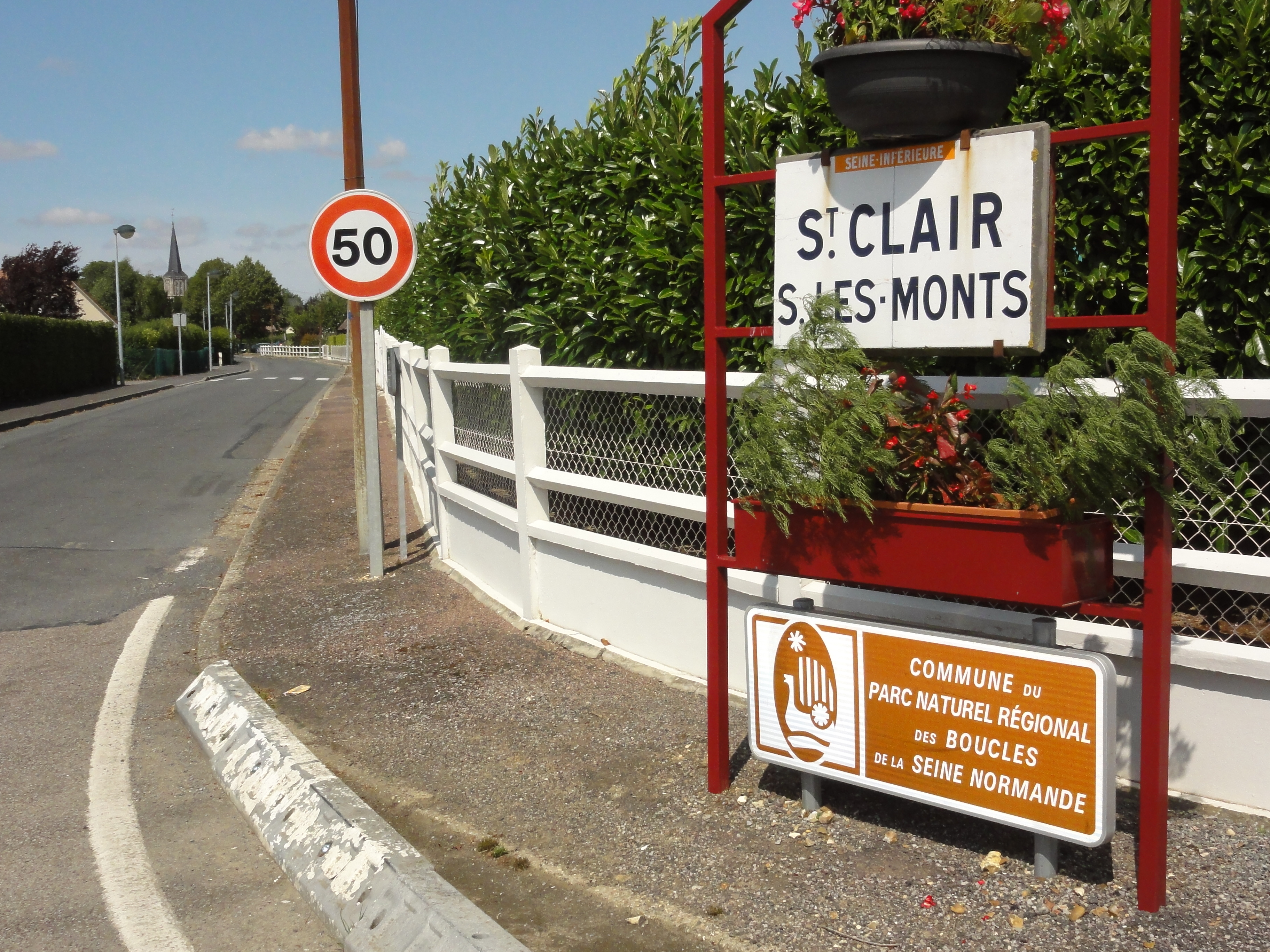
Entrée de l'agglomération.

Le nom de la localité est attesté sous les formes Sanctus Clarus vers 1240, Saint Cler en 1319, Sanctus Clarus en 1337, Paroisse de Sainct Cler et Moulin de Sainct Cler en 1351, Eglise de Sainct Cler en 1401, Saint Cler sur les Monts en 1459, Saint Clair sur les monts en 1564.
L'hagiotoponyme, Saint-Clair, fait référence à Clair du Beauvaisis.
Le qualificatif sur-les-Monts est attesté dès 1400, il se justifie par la situation géographique de la commune.

## Politique et administration

### Rattachements administratifs et électoraux

#### Rattachements administratifs
La commune se trouve depuis 1926 dans l'arrondissement de Rouen du département de la Seine-Maritime.  
Elle faisait partie depuis 1793 du canton d'Yvetot. Dans le cadre du redécoupage cantonal de 2014 en France, cette circonscription administrative territoriale a disparu, et le canton n'est plus qu'une circonscription électorale.

#### Rattachements électoraux
Pour les élections départementales, la commune fait partie depuis 2014 d'un nouveau canton de Nanteuil-le-Haudouin porté de 12 à 54 communes.
Pour l'élection des députés, elle fait partie de la dixième circonscription de la Seine-Maritime.

### Intercommunalité

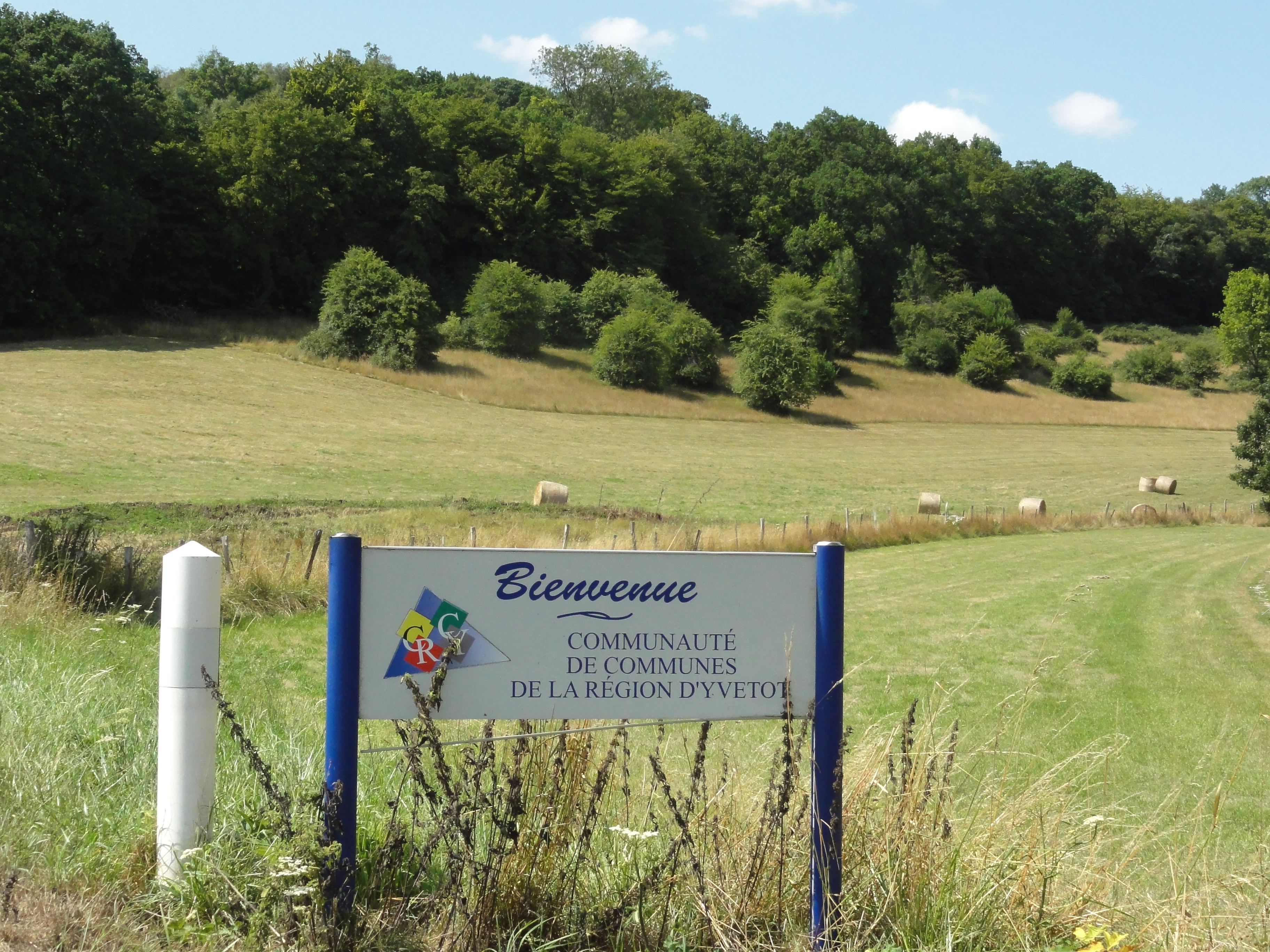

Saint-Clair-sur-les-Monts était membre de la communauté de communes de la région d'Yvetot, un établissement public de coopération intercommunale (EPCI) à fiscalité propre créé en 2001 et auquel la commune avait transféré un certain nombre de ses compétences, dans les conditions déterminées par le code général des collectivités territoriales.
Dans le cadre des dispositions de la loi portant nouvelle organisation territoriale de la République du 7 août 2015, qui prévoit que les établissements publics de coopération intercommunale (EPCI) à fiscalité propre doivent avoir un minimum de 15 000 habitants, cette intercommunalité a fusionné avec ses voisines pour former, le 1er janvier 2017, la communauté  de communes Yvetot Normandie, dont est désormais membre la commune.

### Liste des maires
| Période                                  | Période                  | Identité         | Étiquette | Qualité                                                                               |
| ---------------------------------------- | ------------------------ | ---------------- | --------- | ------------------------------------------------------------------------------------- |
| Les données manquantes sont à compléter. |                          |                  |           |                                                                                       |
|                                          |                          |                  |           |                                                                                       |
| mars 1983                                | septembre 1984           | René Bénard      |           |                                                                                       |
| septembre 1984                           | mars 2008                | Didier Cahard    |           |                                                                                       |
| mars 2008                                | En cours (au 6 mai 2025) | Mario Demazières | Horizons  | Conseiller d'administration scolaire et universitaire Réélu pour le mandat 2020-2026, |

### Enseignement

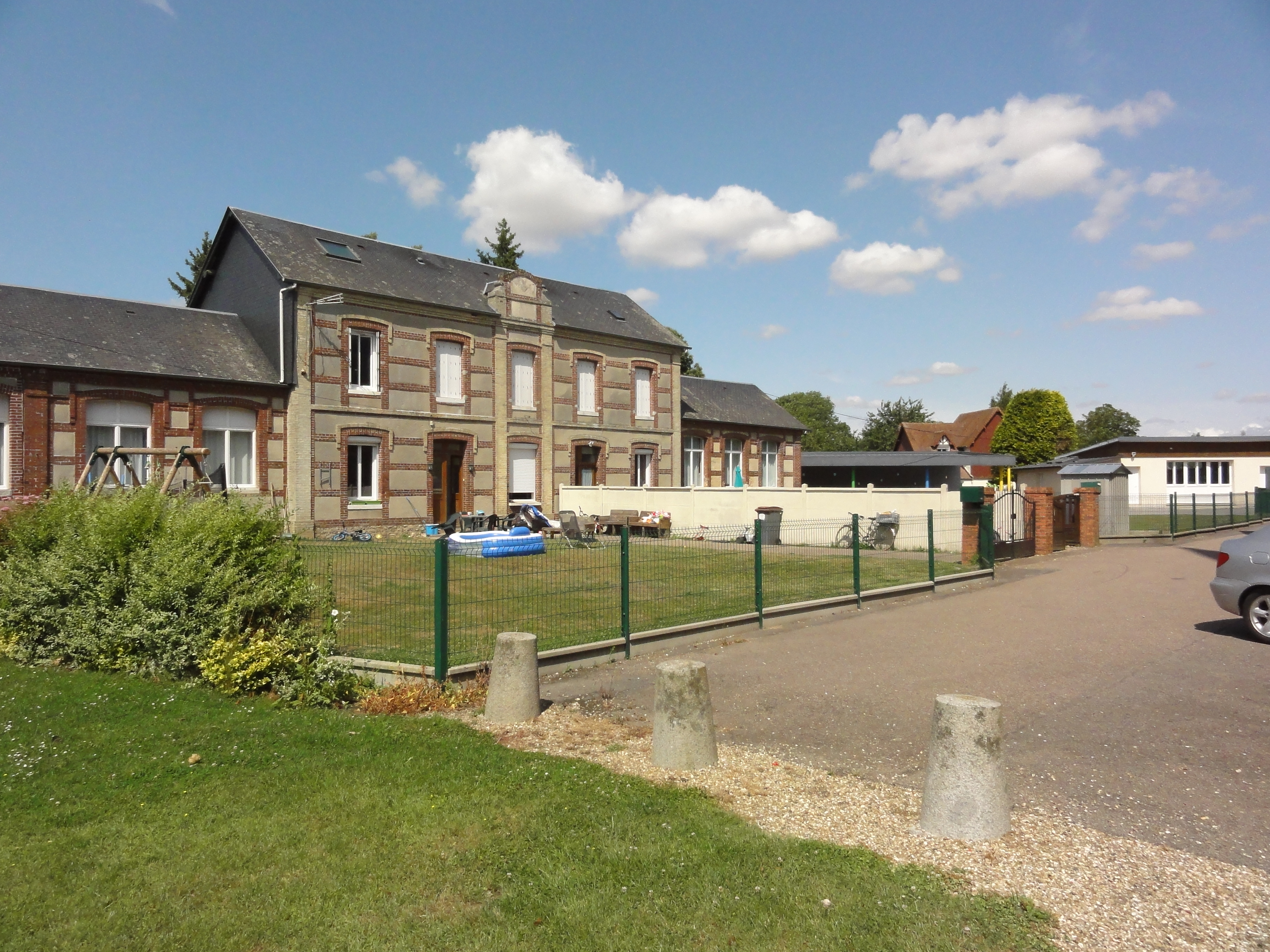
Les écoles

## Population et société

### Démographie
L'évolution du nombre d'habitants est connue à travers les recensements de la population effectués dans la commune depuis 1793. Pour les communes de moins de 10 000 habitants, une enquête de recensement portant sur toute la population est réalisée tous les cinq ans, les populations de référence des années intermédiaires étant quant à elles estimées par interpolation ou extrapolation. Pour la commune, le premier recensement exhaustif entrant dans le cadre du nouveau dispositif a été réalisé en 2005.

En 2022, la commune comptait 646 habitants, en évolution de +7,49 % par rapport à 2016 (Seine-Maritime : +0,35 %, France hors Mayotte : +2,11 %).
| 1793 | 1800 | 1806 | 1821 | 1831 | 1836 | 1841 | 1846 | 1851 |
| ---- | ---- | ---- | ---- | ---- | ---- | ---- | ---- | ---- |
| 596  | 619  | 620  | 720  | 825  | 813  | 773  | 716  | 707  |

| 1856 | 1861 | 1866 | 1872 | 1876 | 1881 | 1886 | 1891 | 1896 |
| ---- | ---- | ---- | ---- | ---- | ---- | ---- | ---- | ---- |
| 654  | 650  | 624  | 578  | 519  | 415  | 457  | 440  | 392  |

| 1901 | 1906 | 1911 | 1921 | 1926 | 1931 | 1936 | 1946 | 1954 |
| ---- | ---- | ---- | ---- | ---- | ---- | ---- | ---- | ---- |
| 326  | 322  | 325  | 333  | 344  | 340  | 325  | 312  | 315  |

| 1962 | 1968 | 1975 | 1982 | 1990 | 1999 | 2005 | 2006 | 2010 |
| ---- | ---- | ---- | ---- | ---- | ---- | ---- | ---- | ---- |
| 325  | 291  | 385  | 411  | 484  | 560  | 615  | 645  | 628  |

| 2015 | 2020 | 2022 | - | - | - | - | - | - |
| ---- | ---- | ---- | - | - | - | - | - | - |
| 611  | 611  | 646  | - | - | - | - | - | - |

## Culture locale et patrimoine

### Lieux et monuments
- L'Église Saint-Clair.
- Monument aux morts, en forme de deux niches sur la façade de l'église.
- La croix de l'ancienne Église.
- La Petite Croix.
- La mare de Saint-Clair.
- Le château de Marseille.
- Le château de Mézerville.
- Le château de Taillanville.

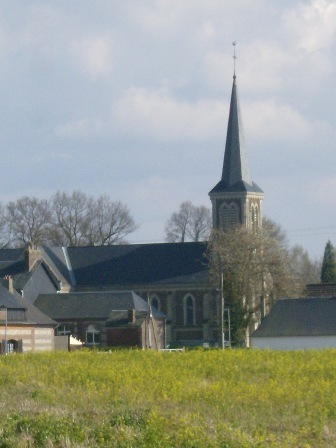
L'église Saint-Clair
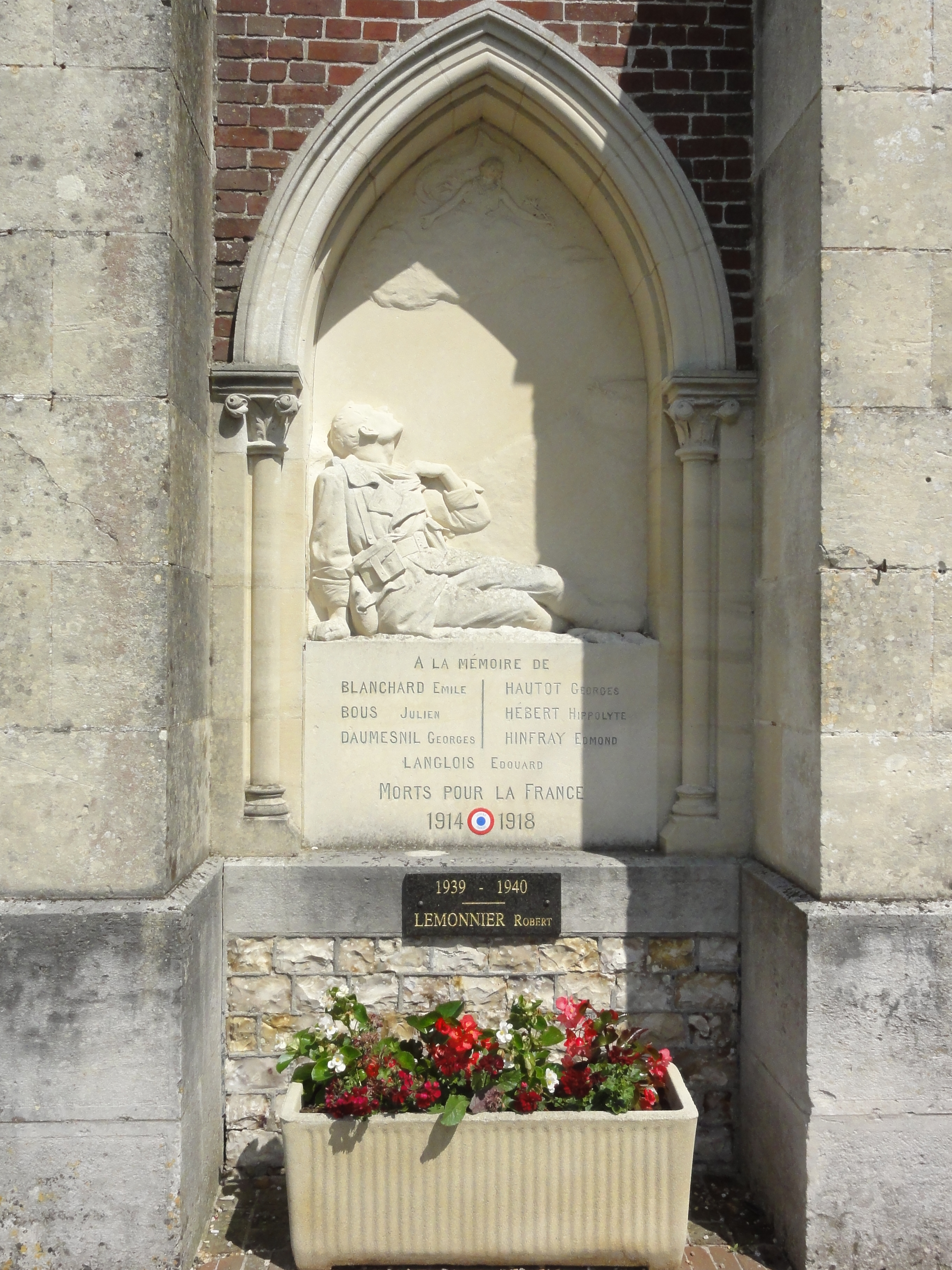
Monument aux morts, niche 1.
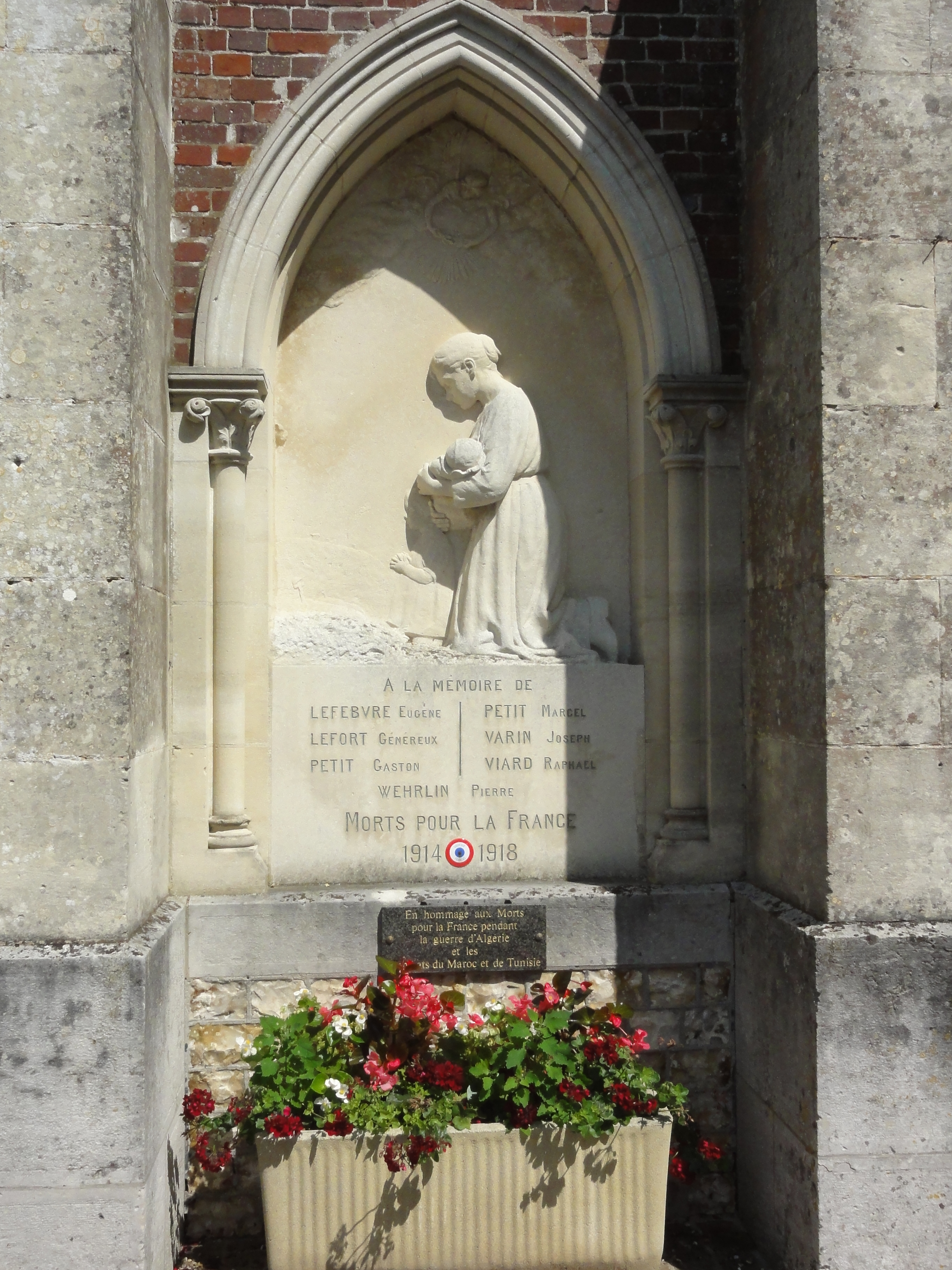
Monument aux morts, niche 2.
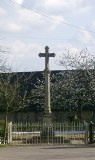
La croix de l'ancienne Église.
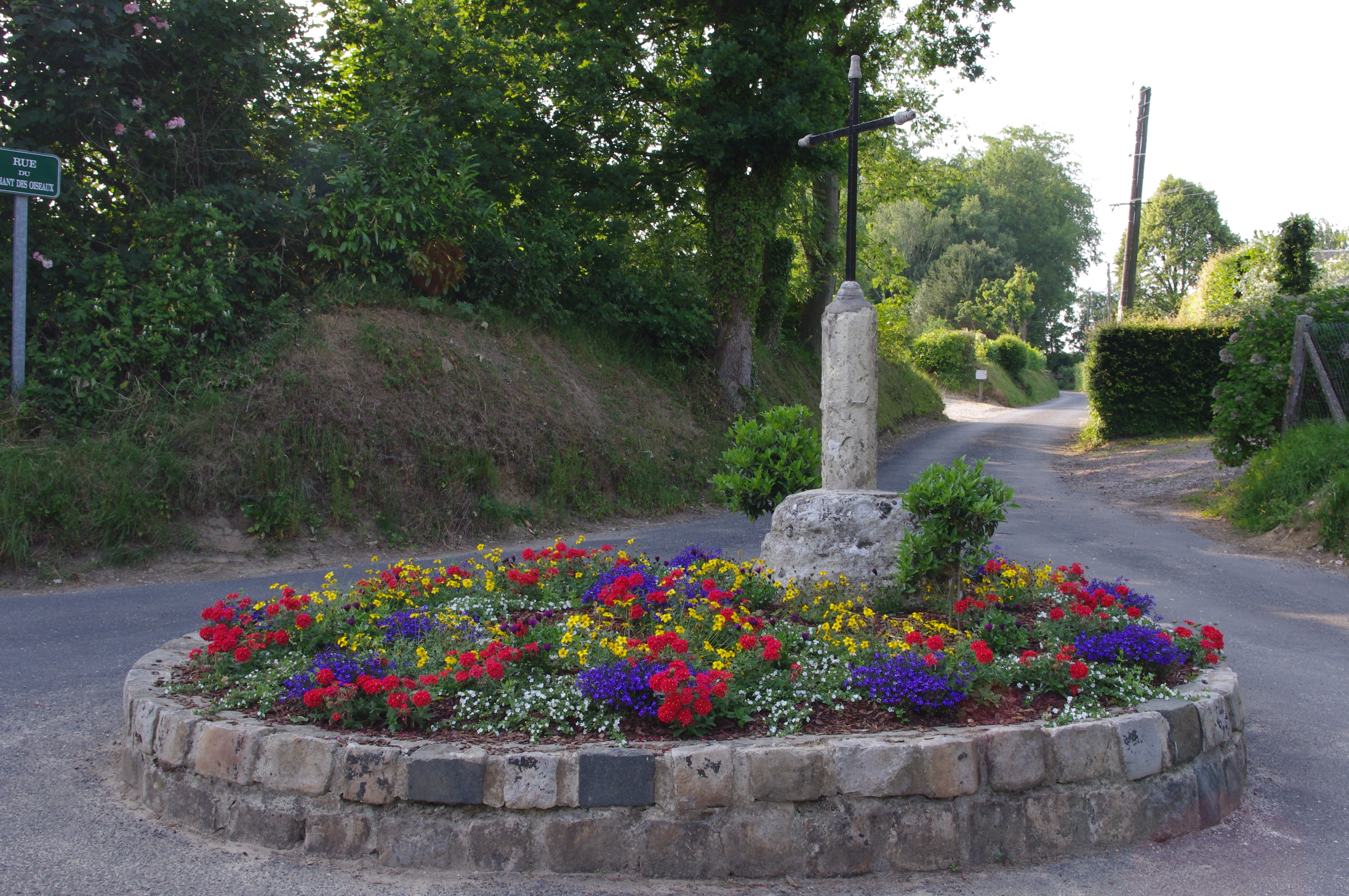
La petite croix.

### Héraldique
| Blason de Saint-Clair-sur-les-Monts | Blason  | D’argent à la bande de gueules chargée d’un fermail accosté de deux étoiles, le tout à plomb et d’or, accompagnée, en chef d’une gerbe de blé et en pointe, d’un lion, le tout de sinople. |
| Blason de Saint-Clair-sur-les-Monts | Détails | Le statut officiel du blason reste à déterminer. |

## Pour approfondir